# Институт современного развития
«Институт современного развития» (ИНСОР) — российская организация, называющая своей целью «объединение лучших экспертов для подготовки предложений и выработки документов по важнейшим направлениям государственной политики». Председателем правления организации является Игорь Юргенс. Попечительский совет организации возглавлял Дмитрий Медведев.

## История
ИНСОР основан на базе некоммерческой организации «Центр развития информационного общества» (РИО-Центр, с 2003 года). «Центр развития информационного общества», помимо прочего, играл роль экспертного совета по вопросам реализации «национальных проектов», за которые отвечал Дмитрий Медведев (на тот момент — первый заместитель премьер-министра). После избрания президентом России Дмитрий Медведев согласился возглавить попечительский совет организации.

## Правление
Председателем правления является Игорь Юргенс. В правление по состоянию на 2010 год входили:
- Аузан, Александр Александрович
- Милованцев, Дмитрий Александрович
- Кокошин, Андрей Афанасьевич
- Браверман, Александр Арнольдович
- Липицкий, Василий Семёнович
- Будберг, Александр Петрович
- Малева, Татьяна Михайловна
- Волин, Алексей Константинович
- Мау, Владимир Александрович
- Гонтмахер, Евгений Шлёмович
- Ослон, Александр Анатольевич
- Гринберг, Руслан Семёнович
- Торкунов, Анатолий Васильевич
- Якобсон, Лев Ильич

## Попечительский совет
Председателем попечительского совета по состоянию на 2010 год являлся Дмитрий Медведев. В попечительский совет входили:
- Набиуллина, Эльвира Сахипзадовна
- Дынкин, Александр Александрович — директор Института мировой экономики и международных отношений РАН, академик РАН
- Рейман, Леонид Дододжонович — советник президента России, доктор экономических наук
- Иванов, Антон Александрович — председатель Высшего арбитражного суда России
- Морозов, Олег Викторович — первый заместитель председателя Государственной думы
- Макаров, Валерий Леонидович — директор Центрального экономико-математического института РАН, академик РАН
- Мезенцев, Дмитрий Федорович — бывший губернатор Иркутской области
- Ясин, Евгений Григорьевич — научный руководитель Государственного университета — Высшая школа экономики, профессор
- Велихов, Евгений Павлович — президент РНЦ «Курчатовский институт», академик РАН
- Чубарьян, Александр Оганович — директор Института всеобщей истории РАН, академик РАН
- Дворкович, Аркадий Владимирович

## Доклад «Россия XXI века: образ желаемого завтра»
В начале 2010 года ИНСОР представил доклад Игоря Юргенса и Евгения Гонтмахера «Россия XXI века: образ желаемого завтра», который вызвал дискуссию комментаторов. В тексте доклада, в частности, говорилось о расформировании МВД и ФСБ, вступлении России в НАТО.
Политолог Павел Святенков отметил:

…перед нами попытка возвращения к тем политическим институтам, которые существовали в эпоху Ельцина. Причем это представлено как возвращение в «Золотой век».
…речь идет о том, чтобы превратить нынешнюю либеральную фракцию наследников 1990-х, наследников Гайдара и Ельцина, из оппозиции в правящий слой.
Все и так подозревали, чего именно хотят отечественные либералы. Они желают, чтобы нынешний политический режим обслуживал их интересы, но они не ставят своей целью реальную программу демократизации страны.

Как заявил политолог Сергей Марков,

…они идеализируют то время, считая, что тогда была истинная демократия. Ведь именно в 90-е годы была сломана система социальной защиты и нарушены многие другие права граждан. В это время были созданы предпосылки для диктатуры. И только политика, проводимая Владимиром Путиным, каким-то чудом позволила этого избежать. Для граждан в 90-е годы была не демократия, это был разгром экономический, разгром социальных связей и много другого.
Что касается вступления в НАТО, «Инсор» исходит из предпосылки, что Запад построил некую идеальную систему и готов принять нас в неё. Но сейчас мы можем стать для Запада только экспортно-сырьевой колонией, а не равноправным партнером. На Западе развито такое явление, как русофобия, а это некое подобие расизма.

С другой стороны, представитель организации «За права человека» одобрил положения относительно прямых выборов губернаторов, сокращения сроков полномочий президента и Госдумы, «ликвидации МВД в нынешнем виде», сокращения функций ФСБ и «интеграции с Западом»:

Я бы очень хотел, чтобы все это произошло не в конце столетия, а в ближайшие год-два. Только это даст России шанс на выход из исторического тупика.

## Критика
Критики деятельности ИНСОР указывают на то, что все рецепты «реформ сверху» просто затягивают переход к реальной демократии в России.
В октябре 2009 года политолог Глеб Павловский заявил, что организация «представляет интересы тех аппаратных кругов, которые давно оторвались от избирателей и которых, собственно, никто никогда не избирал, но которые возомнили, что они выше идеи и суверенитета, и демократии».